# Francisco Ximeno
Francisco Sánchez Ximeno, también como Jimeno, (fl. 1742-1747) fue un compositor y maestro de capilla español.

## Vida
No se sabe casi nada de la vida de este maestro de capilla, aparte de su estancia en Albarracín, aunque Muneta especula que con fuera originario de Mosqueruela.
La partida del maestro Just de la Catedral de Albarracín no está documentada. El 15 de septiembre de 1740 aparece una noticia de las actas capitulares en las que se examina a Lamberto Puerto para maestro de capilla, lo que parece indicar que el cargo estaba vacante. Tampoco está claro quién fue el sucesor en el cargo. En septiembre de 1742 se organizan unas oposiciones, de las que serían examinadores Cristóbal Matheu, Agustín Mesa (organista) y Pedro Guimeña (tenor). Francisco Sánchez ganó las oposiciones al cargo, pero su nombre no aparece más, ni en las actas, ni entre la composiciones conservadas. El 17 de enero de 1743 Sánchez todavía no se había incorporado al cargo y Cristóbal Matheu seguía instruyendo a los infantes.
En cambio, a partir de 1742 aparece en las composiciones Francisco Ximeno, del que no existen pruebas documentales, pero que es nombrado por Saldoni como maestro de capilla de Albarracín y del que existen 42 obras en el archivo de música de la Catedral de Albarracín. Jesús Muneta Martínez señala que es posible que «Sánchez» no fuese más que un error del escriba y que se trate de la misma persona.
Saldoni afirma que tras partir de Albarracín se dirigió a Extremadura, quizás a las catedrales de Plasencia o Coria, momento a partir del que se pierde su rastro. Sin embargo, Muneta afirma que partió en 1748 a la Colegiata de Berlanga de Duero, en la que permanecería hasta 1760.

## Obra
En Albarracín se conservan cuarenta y cinco composiciones suyas. Entre sus obras se cuentan villancicos de Navidad y Corpus, lamentaciones, vísperas, etc. escritas a cuatro o más voces, con dos violines y acompañamiento.
Sus obras fueron muy apreciadas en Albarracín y se tocaron hasta el siglo XIX.